# Баньшань

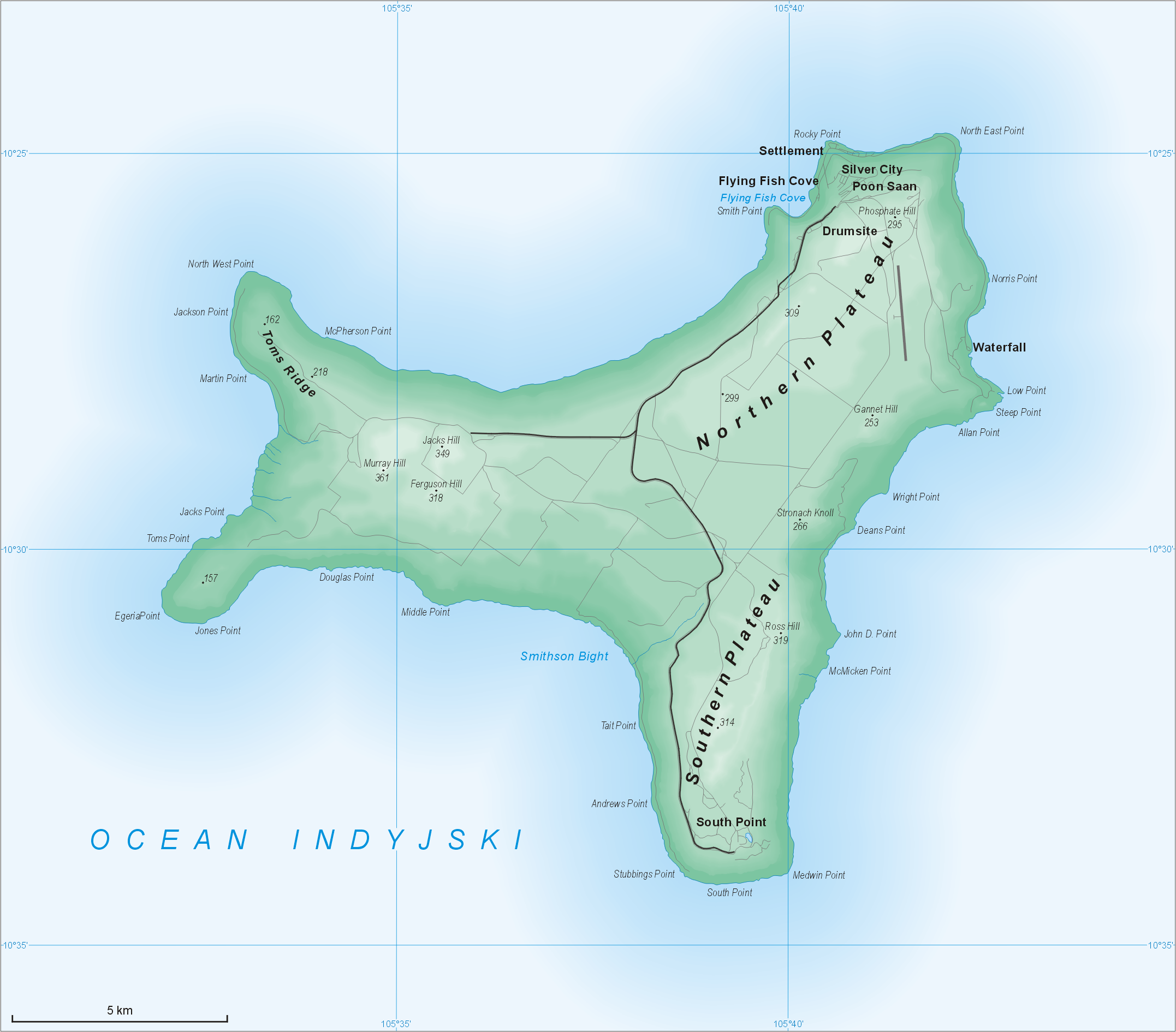
Баньшань на карте Острова Рождества

Баньшань (англ. Poon Saan) — второй по величине населённый пункт (после Флайинг-Фиш-Ков) на острове Рождества, принадлежащем Австралии. Поселение находится на северо-востоке острова, неподалёку от столицы острова — Флайинг-Фиш-Ков. Большинство жителей поселения китайцы. В переводе с кантонского китайского название поселения означает «на полпути вверх по склону». В отличие от домов во Флайинг-Фиш-Ков, построенных в западном стиле, в Баньшане есть дома, построенные в китайском стиле.

## Галерея

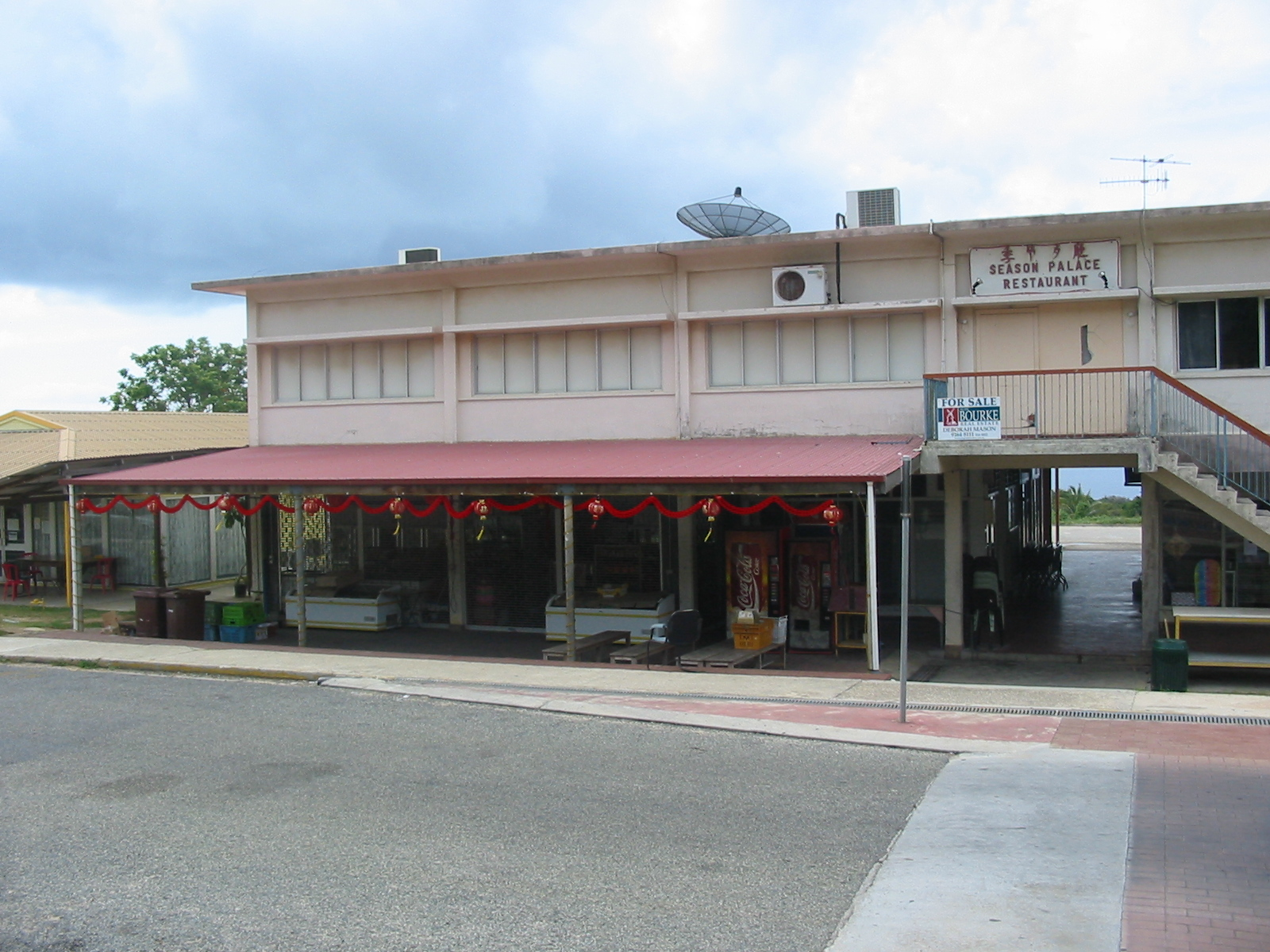
дом в городке Баньшань